# 飽和水蒸気量
飽和水蒸気量（ほうわすいじょうきりょう） a(T) [g/m3] は、1 m3 の空間に存在できる水蒸気の質量を g で表したものである。飽和水蒸気密度ともいう。これは温度 T [℃] が小さいと小さくなる。

## 近似計算
水蒸気を理想気体と見なすと、飽和水蒸気量 a(T) は以下の式で示される：
{\displaystyle a(T)={\dfrac {217\times e(T)}{T+273.15}}}
湿度 RH [％] は、その温度の飽和水蒸気量に対して、水蒸気量（絶対湿度）との比で表す。逆にそれと理想気体の状態方程式により水蒸気量を計算できる。

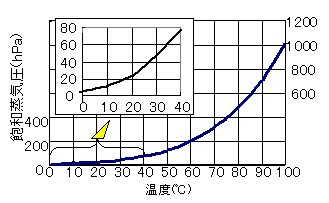
飽和水蒸気圧曲線。沸点で1気圧になる。

空気中の飽和水蒸気圧 e(T) は気温で決まり、この値を超える分圧を有する水蒸気は安定して存在できない。
e(T) は近似的に Tetens (1930) のパラメータ値による August他の式
{\displaystyle e(T)=6.1078\times 10^{\frac {7.5T}{T+237.3}}}
により、指定した温度 T [℃] における飽和水蒸気圧 e(T) [hPa] が求まる。
飽和水蒸気圧に湿度 RH [％] を掛けることにより、水蒸気分圧を求めることができる。
水蒸気圧を臨界圧 (= 22.12 MPa) まででの良い近似で求めるには、ワグナー (Wagner) 式を用いる
：
{\displaystyle {\begin{aligned}[]\ln {\frac {P_{w}}{P_{c}}}&={\frac {T_{c}}{T}}\left(a_{1}\theta +a_{2}\theta ^{1.5}+a_{3}\theta ^{3}+a_{4}\theta ^{3.5}+a_{5}\theta ^{4}+a_{6}\theta ^{7.5}\right)\\&={\frac {\left(a_{1}\theta +a_{2}\theta ^{1.5}+a_{3}\theta ^{3}+a_{4}\theta ^{3.5}+a_{5}\theta ^{4}+a_{6}\theta ^{7.5}\right)}{1-\theta }}\end{aligned}}}
これは以下と等価である、
{\displaystyle P_{w}=P_{c}\cdot \exp {\left({\frac {a_{1}\theta +a_{2}\theta ^{1.5}+a_{3}\theta ^{3}+a_{4}\theta ^{3.5}+a_{5}\theta ^{4}+a_{6}\theta ^{7.5}}{1-\theta }}\right)}}
但し、
- Pw [kPa]:飽和水蒸気圧
- Pc=22120 kPa:水の臨界圧
- Tc=647.096 K:水の臨界温度
- T [K]:絶対温度(=T [℃]+273.15)
- θ=1-T⁄Tc
- a1=-7.85951783
- a2=1.84408259
- a3=-11.7866497
- a4=22.6807411
- a5=-15.9618719
- a6=1.80122502

他には、 Green および Perry の式によっても求めることができる：
{\displaystyle p=\exp(C_{1}+{\frac {C_{2}}{T}}+C_{3}\ln {T}+C_{4}\,T^{C_{5}})[\mathrm {Pa} ]}
ただし
- {\displaystyle T\,[\mathrm {K} ]}（絶対温度）
- {\displaystyle C_{1}=73.649}
- {\displaystyle C_{2}=-7258.2}
- {\displaystyle C_{3}=-7.3037}
- {\displaystyle C_{4}=4.1685\times 10^{-6}}
- {\displaystyle C_{5}=2}

## 解説
湿り空気の水蒸気分圧が飽和水蒸気圧を上回っても、水蒸気が凝縮しないことがあり、これを過飽和状態と呼ぶ。過飽和状態の水蒸気は不安定であり、微小な粒子などを核として急速に凝縮するか、低温の場合は凝華（昇華の逆）して氷晶となる。自然界では、この現象により雲が発生する。人工降雨では、ヨウ化銀などの微粒子を過飽和状態の空気中に散布して水蒸気の凝縮を促す。
水には0℃以下でも凍結しない過冷却状態があるので、氷点下における水の飽和水蒸気圧も存在する。自然界、特に大気上空の空気は、雲を構成する微小な水滴が過冷却状態にある。そして、この状態において微量の氷晶が形成されると、氷の飽和水蒸気圧が水の飽和水蒸気圧よりも少し低い影響で、氷の周りにある微小水滴が蒸発して氷の表面に凝華していく、ライミングというプロセスが始まり、急速に氷晶が成長する。
また、放射線により気体分子が電離して発生するイオンを核として、過飽和状態の水蒸気が凝縮することを応用したものが霧箱である。

## 一覧表
| 気温 (℃) | 飽和水蒸気量 (g/m3) |
| -------- | ------------------- |
| 50       | 82.8                |
| 40       | 51.1                |
| 35       | 39.6                |
| 30       | 30.3                |
| 25       | 23.0                |
| 20       | 17.2                |
| 15       | 12.8                |
| 10       | 9.39                |
| 5        | 6.79                |
| 0        | 4.85                |
| -5       | 3.24                |
| -10      | 2.14                |
| -20      | 0.882               |
| -30      | 0.338               |
| -40      | 0.119               |
| -50      | 0.0381              |